# Daugavpils
Daugavpils (in letgallo Daugpiļs; in russo Двинск?, Dvinsk; in bielorusso Дзвінск?, Dzvinsk; in tedesco Dünaburg, in polacco Dyneburg, in italiano storico Dunaburgo) è una città della Lettonia situata nella parte sud-est del paese, nella regione storica della Letgallia.
È bagnata dal fiume Daugava e, con i suoi 104.857 residenti, è la seconda città del paese per popolazione. La maggioranza degli abitanti è appartenente alla comunità russa: il russo è la lingua più parlata. Ha dato i natali all'artista Mark Rothko. 

## Geografia
Daugavpils è situata nel sud-est della Lettonia, lungo il fiume Daugava, a 229 km a sud-est dalla capitale Riga.

### Clima
| Daugavpils (1981-2010) Fonte: | Mesi         | Mesi         | Mesi         | Mesi         | Mesi        | Mesi        | Mesi        | Mesi        | Mesi        | Mesi         | Mesi         | Mesi         | Stagioni | Stagioni | Stagioni | Stagioni | Anno  |
| Daugavpils (1981-2010) Fonte: | Gen          | Feb          | Mar          | Apr          | Mag         | Giu         | Lug         | Ago         | Set         | Ott          | Nov          | Dic          | Inv      | Pri      | Est      | Aut      | Anno  |
| ----------------------------- | ------------ | ------------ | ------------ | ------------ | ----------- | ----------- | ----------- | ----------- | ----------- | ------------ | ------------ | ------------ | -------- | -------- | -------- | -------- | ----- |
| T. max. media (°C)            | −2,1         | −1,7         | 3,6          | 12,2         | 18,0        | 20,8        | 23,4        | 22,0        | 16,5        | 9,8          | 2,9          | −1,2         | −1,7     | 11,3     | 22,1     | 9,7      | 10,4  |
| T. media (°C)                 | −4,4         | −4,9         | −0,5         | 6,4          | 12,3        | 15,3        | 17,7        | 16,4        | 11,3        | 6,3          | 0,7          | −3,2         | −4,2     | 6,1      | 16,5     | 6,1      | 6,1   |
| T. min. media (°C)            | −7,3         | −8,4         | −4,9         | 0,7          | 6,4         | 9,9         | 11,7        | 11,2        | 6,9         | 3,1          | −1,3         | −5,8         | −7,2     | 0,7      | 10,9     | 2,9      | 1,8   |
| T. max. assoluta (°C)         | 10,2 (2007)  | 13,1 (1990)  | 18,4 (1990)  | 26,5 (1996)  | 30,2 (1983) | 32,2 (1964) | 34,0 (2006) | 33,5 (1992) | 31,3 (1992) | 23,9 (1966)  | 16,1 (1968)  | 10,6 (2006)  | 13,1     | 30,2     | 34,0     | 31,3     | 34,0  |
| T. min. assoluta (°C)         | −37,2 (1970) | −37,2 (1956) | −30,0 (1960) | −18,9 (1963) | −6,1 (1965) | −1,1 (1962) | 2,9 (2009)  | −1,5 (1984) | −5,0 (1956) | −15,0 (1956) | −23,9 (1998) | −39,0 (1978) | −39,0    | −30,0    | −1,5     | −23,9    | −39,0 |
| Nuvolosità (okta al giorno)   | 8,7          | 8,2          | 7,3          | 6,8          | 7,0         | 7,2         | 6,8         | 6,9         | 7,1         | 8,0          | 8,9          | 8,8          | 8,6      | 7,0      | 7,0      | 8,0      | 7,6   |
| Precipitazioni (mm)           | 43           | 35           | 38           | 33           | 54          | 82          | 73          | 75          | 63          | 55           | 56           | 49           | 127      | 125      | 230      | 174      | 656   |
| Giorni di pioggia             | 8            | 7            | 10           | 12           | 17          | 17          | 16          | 16          | 14          | 18           | 17           | 11           | 26       | 39       | 49       | 49       | 163   |
| Giorni di neve                | 19           | 19           | 13           | 3            | 0,4         | 0,0         | 0,0         | 0,0         | 0,1         | 3,0          | 10,0         | 19,0         | 57,0     | 16,4     | 0,0      | 13,1     | 86,5  |
| Giorni di nebbia              | 0,4          | 1,0          | 2,0          | 1,0          | 1,0         | 1,0         | 1,0         | 1,0         | 3,0         | 3,0          | 3,0          | 2,0          | 3,4      | 4,0      | 3,0      | 9,0      | 19,4  |
| Umidità relativa media (%)    | 87           | 86           | 79           | 67           | 70          | 73          | 74          | 78          | 82          | 87           | 91           | 90           | 87,7     | 72       | 75       | 86,7     | 80,3  |
| Ore di soleggiamento mensili  | 34           | 61           | 123          | 170          | 250         | 259         | 255         | 226         | 151         | 90           | 33           | 22           | 117      | 543      | 740      | 274      | 1 674 |
| Vento (direzione-m/s)         | W 3,2        | S 2,9        | S 2,8        | W 2,7        | W 2,7       | W 2,4       | W 2,0       | W 2,1       | S 2,3       | S 2,7        | S 3,0        | S 3,0        | 3,0      | 2,7      | 2,2      | 2,7      | 2,7   |

## Storia
La prima citazione della città risale all'anno 1275; nel 1278 divenne una roccaforte dell'Ordine teutonico. Nel 1561 entrò nei domini polacco-lituani. Catturata dagli svedesi, nel luglio 1656 fu conquistata dai russi nel corso di un breve assedio durante la guerra russo-svedese. Nel 1772, in seguito alla prima spartizione della Polonia entrò a far parte dell'Impero russo, e venne rinominata Dvinsk. Nel 1810, temendo un'invasione da parte di Napoleone Bonaparte, lo zar Alessandro I di Russia, ordinò la costruzione di una monumentale fortezza alle porte della città. Nel 1920 Dvinsk, in seguito alla pace fra Russia e Lettonia, tornò a far parte della Lettonia dove divenne un importante nodo per le comunicazioni fra Europa occidentale e Russia (Nord-Express). Durante la seconda guerra mondiale vi passò per due volte il fronte e nel luglio del 1941 fu quasi completamente distrutta dalle forze armate tedesche.

## Monumenti e luoghi d'interesse
- Cattedrale dei Santi Boris e Gleb, principale chiesa ortodossa lettone della città, realizzata in revival russo tra il 1904-1905.
- Cattedrale di Martin Lutero, costruita alla fine del XIX secolo in stile neogotico;
- Chiesa dell'Immacolata Concezione, costruita in stile neobarocco all'inizio del XX secolo;
- Fortezza di Daugavpils, costruita a partire dal 1810, fu ultimata nel 1878. Si tratta dell'unica fortificazione militare di inizio Ottocento di questo tipo nel Nord Europa che si è conservata senza alterazioni significative.
- Chiesa di San Pietro alle Catene, cattolica, realizzata in stile neoclassico;
- Sinagoga Kaddish, l'ultima sinagoga rimasta nella città.

## Cultura

### Istruzione

#### Università
La città è sede dell'università di Daugavpils, fondata nel 1921.

### Teatri
Il teatro di Daugavpils è stato fondato nel 1857.

## Infrastrutture e trasporti
La città è il principale snodo stradale del sud-est della Lettonia trovandosi all'intersezione tra l'A6 proveniente da Riga e l'A13 che unisce la frontiera russa a quella lituana.
La città è servita da una rete tramviaria formata da tre linee e lunga complessivamente 25 km.
La stazione di Daugavpils è un importante snodo ferroviario da cui dipartono le linee per Riga e per la frontiera bielorussa.

## Amministrazione

### Patti d'amicizia
- Ferrara, dal 1998

## Sport
La principale società calcistica della città è il Football Club Daugava, che disputa le sue partite interne presso lo stadio Celtnieks.

## Galleria d'immagini

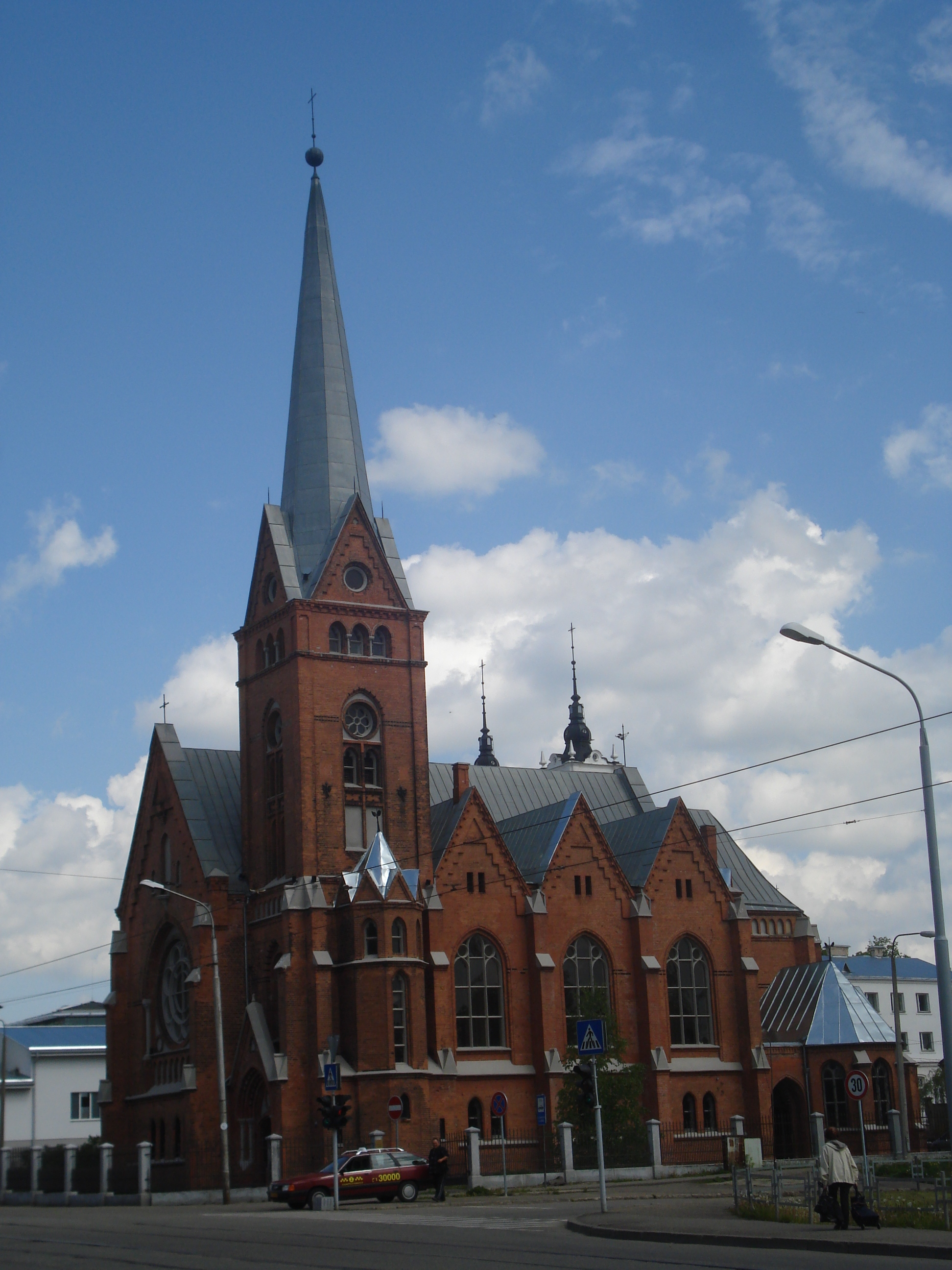
Cattedrale luterana di Martin Lutero
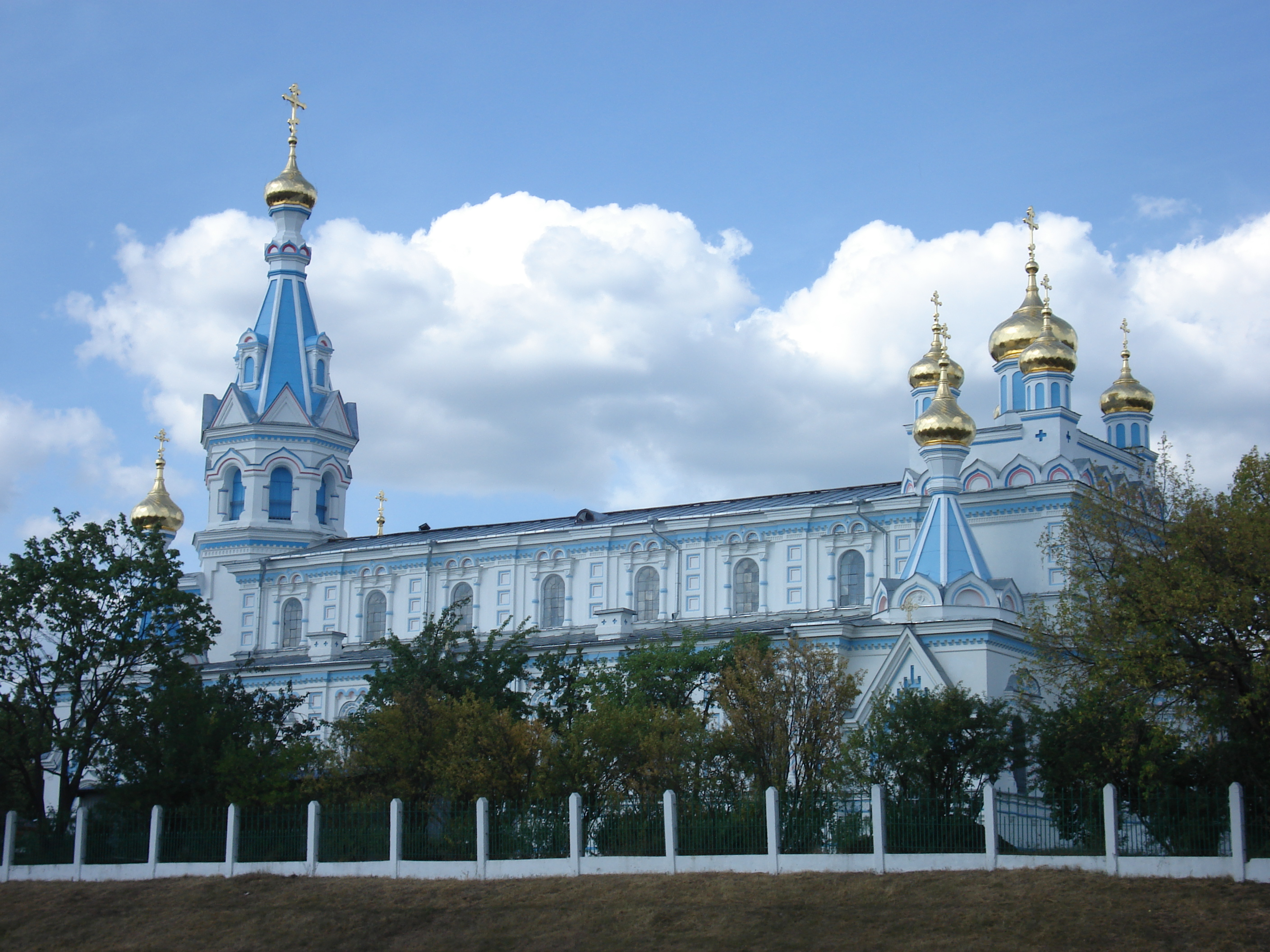
Cattedrale ortodossa dei Santi Boris e Gleb
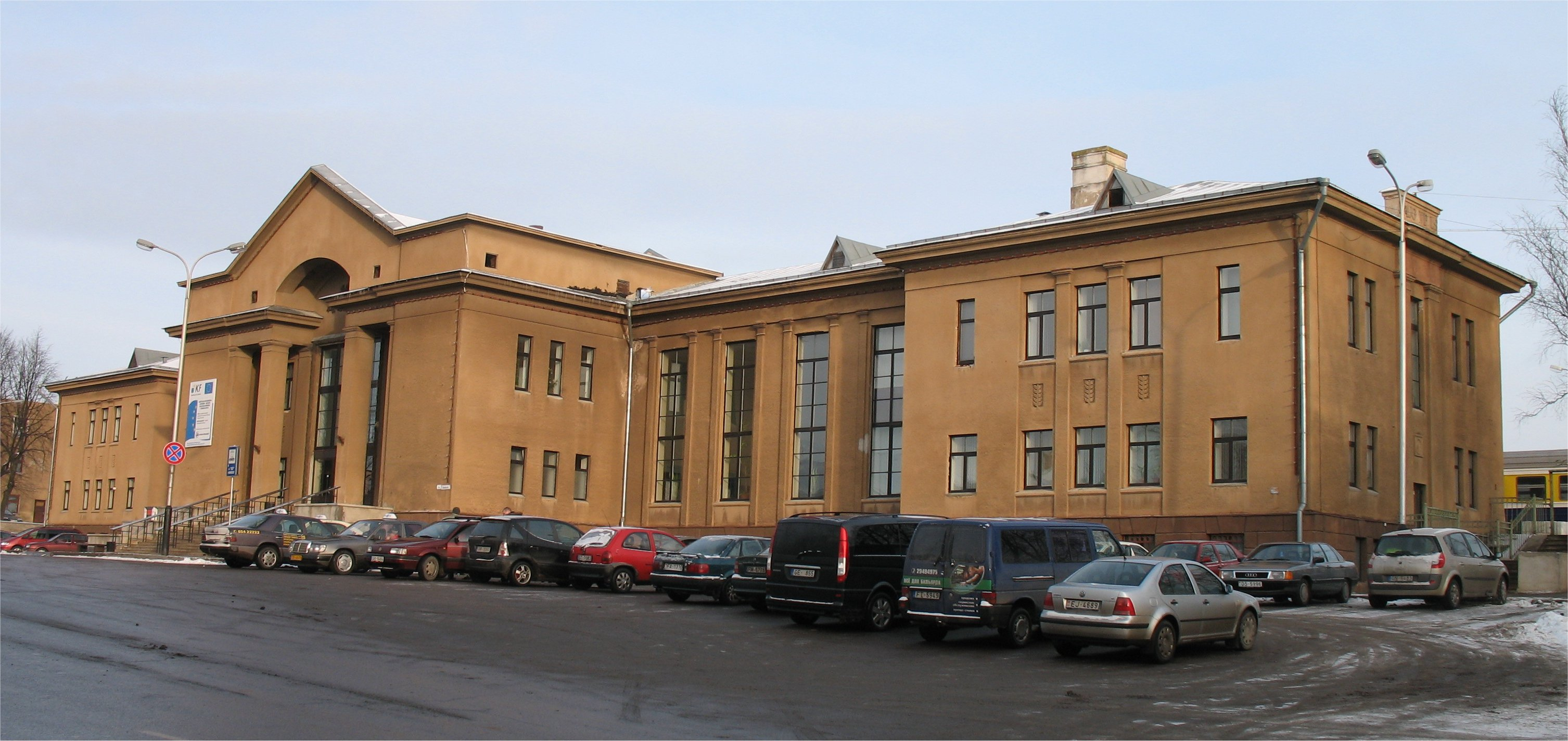
Stazione ferroviaria
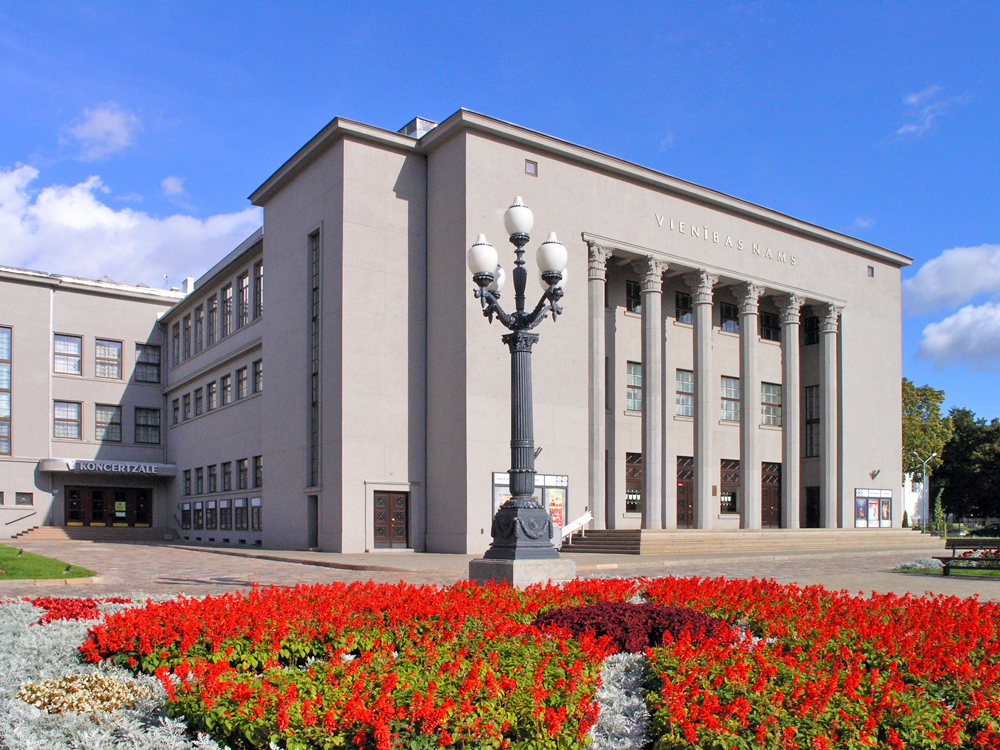
Casa dell'Unità